# Skyros
Skyros (griechisch Σκύρος [ˈskʲirɔs] (f. sg.)) ist eine griechische Insel in der Ägäis, die zu den Nördlichen Sporaden gehört.

## Geographie
Mit einer Fläche von 208 km² ist die 25 Seemeilen östlich von Euböa liegende Insel die größte dieser Inselgruppe. Gleichzeitig bildet Skyros gemeinsam mit etlichen vorgelagerten, unbewohnten Inseln eine Gemeinde (δήμος) in der Region Mittelgriechenland.
Skyros wird vor allem im Westen von zahlreichen kleinen Inseln gesäumt – erwähnenswert sind Valaxa und Skyropoula ('kleines Skyros'). Auf den Inselchen Notios Podies und Voreios Podies vor der Nordküste befinden sich Leuchttürme.
Während der südliche Teil der Insel gebirgig, karg, steinig und unbewohnt ist, ist der etwa gleich große nördliche Teil, in dem fast alle Inselbewohner leben, von üppiger Vegetation und großen Aleppo-Kiefernwäldern geprägt. Höchste Erhebung der Insel ist mit 792 m ü. d. M. der Berg Kochylas.

## Orte
- Der Hauptort der Insel, das Dorf Skyros mit 1657 Einwohnern, auch Chora genannt.
- Der Hafenort Linaria (Λιναριά, 116 Einwohner).
- Das kleine Dorf Atsitsa (Ατσίτσα, 13 Einwohner) im Nordwesten, Standort eines esoterischen Zentrums Atsitsa Center.
- Mit den Orten Acherounes (Αχερούνες, 65 Einwohner), Aspous (Ασπούς, 107 Einwohner) Magazia (Μαγαζιά) und Molos (Μόλος, 618 Einwohner) gibt es weitere Ansiedlungen, die jedoch lediglich Ansammlungen von Ferienhäusern und Tavernen hauptsächlich an den Stränden der Insel sind.

## Geschichte
Eine Besiedlung der Insel schon im Mesolithikum ist durch Faustkeilfunde nachgewiesen. Im Neolithikum, aus dem sich Reste mehrerer Küstensiedlungen finden, scheint Skyros ausweislich zahlreicher Obsidianfunde eine Zwischenstation des Obsidianhandels von Milos nach der nördlichen Ägäis gewesen zu sein.
Skyros spielt im Sagenkreis um Achilleus und Theseus eine Rolle: Theseus soll nach seiner Vertreibung aus Athen hier gelebt und durch Lykomedes den Tod gefunden haben. Die wirtschaftliche Bedeutung der Insel war in der Antike gering. Ursprünglich von Pelasgern und Karern, dann von seeräuberischen Dolopern bewohnt, wurde Skyros um 475 v. Chr. von den Athenern unter Kimon, die Theseus’ Gebeine von dort holten, erobert. Seitdem befand es sich für mehrere Jahrhunderte mit wenigen Unterbrechungen in athenischem Besitz. Skyros galt im Altertum als arm, steinig und unfruchtbar, hatte aber schönen bunten Brekzienmarmor, der sich in Rom großer Beliebtheit erfreute, Chromeisenerz sowie eine berühmte Ziegenrasse.
Im Mittelalter war Skyros ‚Seeräuberbeute‘ – deshalb ist der Hauptort auf dem zum Inselkern gewandten Teil des Felsens erbaut. So konnte man vom Meer aus das Dorf nicht sehen. 1207 fiel die Insel bei der Aufteilung des Byzantinischen Reiches nach dem Vierten Kreuzzug zusammen mit Skiathos und Skopelos an die venezianische Adelsfamilie der Ghisi. 1269 gewann Kaiser Michael VIII. Paleologos sie für Byzanz zurück, das sie als Lehen vergab. Der 1354 nach Skyros geflohene Herzog von Naxos, Nikolaos Carcerio, baute das Kastell über der Chora aus.
Nach dem Fall Konstantinopels 1453 gelang es Venedig nochmals, sich in den Besitz der Insel zu bringen. Mit der Eroberung durch Khair ad-Din Barbarossa begann die Türkenherrschaft (1537–1829). Die griechischen Inselbewohner wurden 1645 auf venezianische Initiative nach Korfu umgesiedelt, danach wurde Skyros von Einwanderern aus dem thrakischen Raum wieder besiedelt.

## Sehenswürdigkeiten

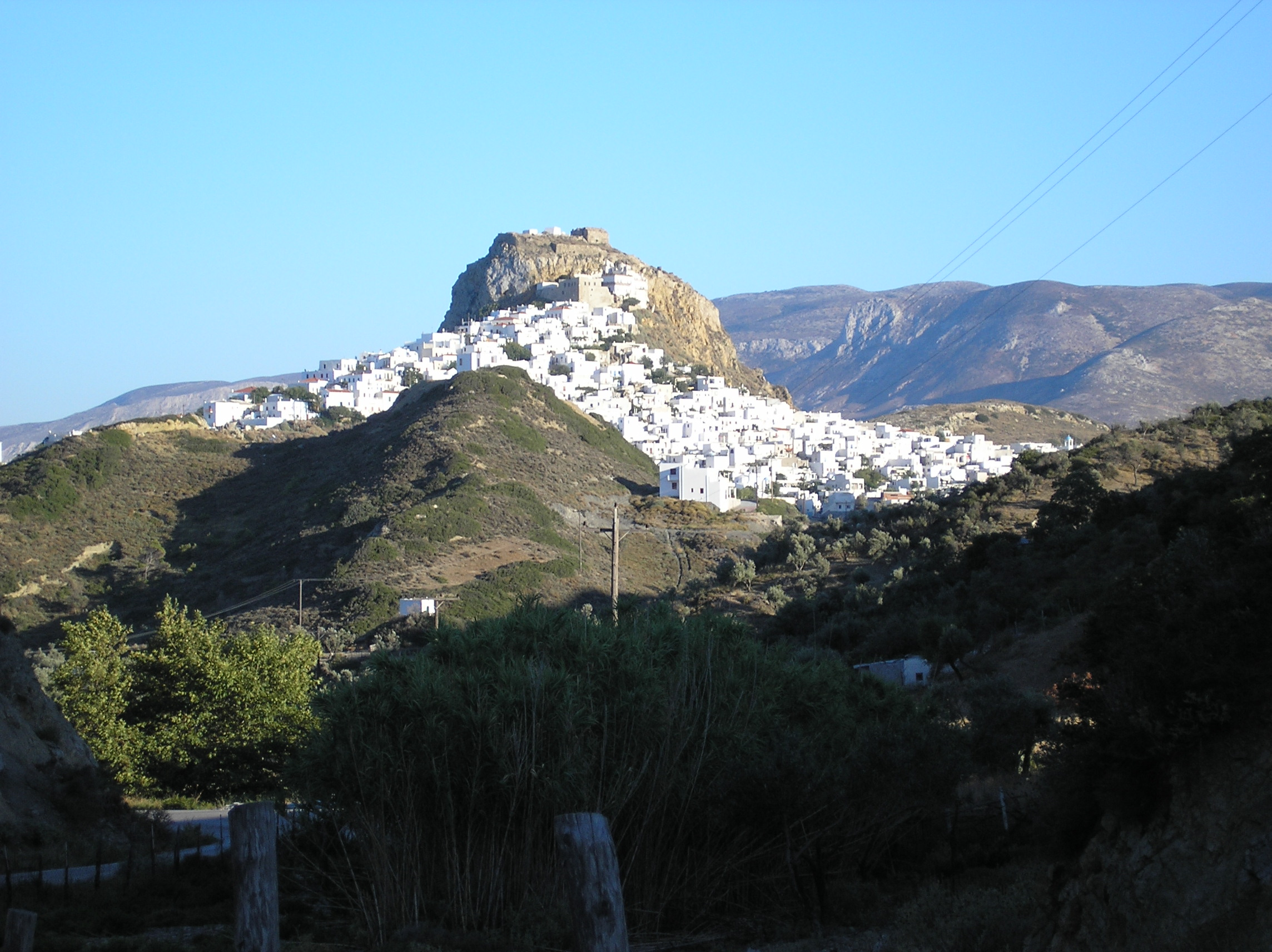
Skyros, Chora

Die Chora gilt als eines der schönsten Dörfer der Ägäis. Das Ortsbild mit engen und steilen Gassen und Treppen erinnert an ein Kykladendorf. Der Ort ist um einen kegelförmigen Felsen terrassenartig gebaut, so dass Autos nur bis zum Rand des Ortskerns fahren.
Die Hauptkirche Panagia Melikarou hat eine handgeschnitzte, mit Goldornamenten verzierte Ikonostase mit zahlreichen Ikonen. In der Mitte der Holzdecke befindet sich eine Pantokrator-Darstellung.
Auf dem steilen Granitfelsen über dem Ort thronte schon im 4. Jahrhundert v. Chr. eine antike Akropolis. Das Kastro, die burgartige Befestigungsanlage, wurde in seiner heutigen Erscheinung ursprünglich in byzantinischer Zeit errichtet, nach Zerstörungen Ende des 14. Jahrhunderts erweitert und vollendet. Die imponierend dicken, nach Osten zum Meer hin fast senkrecht abfallenden Mauern boten guten Schutz vor Piraten.
Am Weg zum Burgfelsen liegt das Kloster Agios Georgios Skyrianos, dem Schutzheiligen der Inseln und dem Nationalheiligen Griechenlands geweiht. Sein Ursprungsbau wurde 895 errichtet. Betreten wird es über einen idyllischen Klosterhof mit einer Zisterne, antiken Säulentrommeln, Mühlsteinen, Tongefäßen und einer Zypresse. Die Klosterkirche, ein aus dem Jahr 963 stammender, aber mehrfach durch Erdbeben zerstörter Viersäulenbau, weist eine prachtvoll vergoldete Ikonostase mit zahlreichen Ikonen und einige erhaltene Fresken auf.
Nach einem Erdbeben im Frühjahr 2001 werden Kloster und Kastell renoviert (Anfang 2013 noch nicht abgeschlossen) und sind für Besucher gesperrt. Die Mönche wohnen inzwischen in einem Georgskloster in Magazia.
Die Chora hat ferner außer etlichen weiteren sehenswerten Kirchen und Kapellen ein archäologisches Museum und das private Faltaits-Museum mit sehenswerten Exponaten aus der Volkskunst zu bieten.

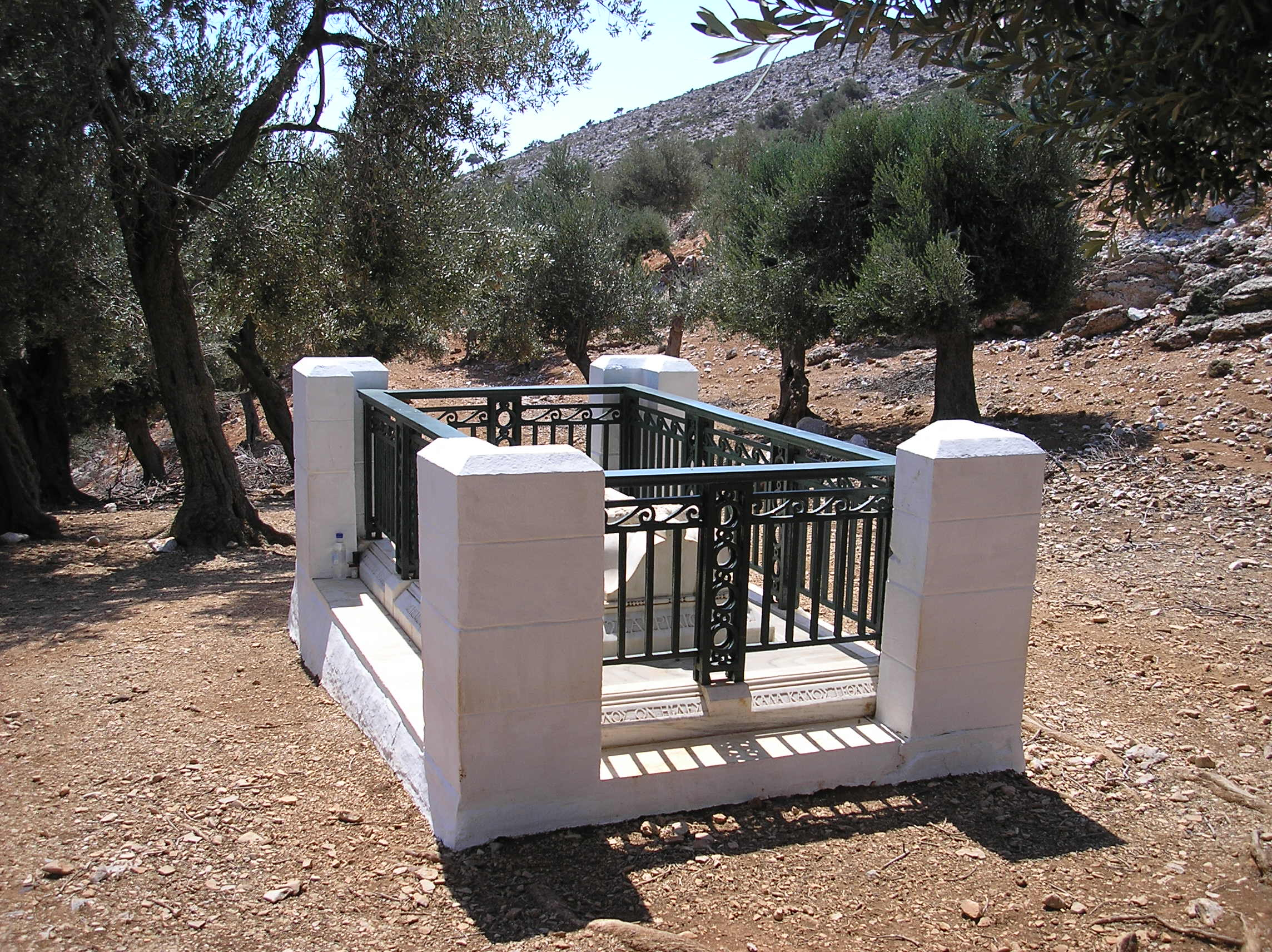
Rupert Brookes Grab auf Skyros

Der englische Dichter Rupert Brooke (1887–1915) verstarb als Marineoffizier auf einem Lazarettschiff vor Skyros an Malaria und fand im Süden der Insel in der Bucht „Tris Boukes“ seine letzte Ruhe. Sein Marmorgrab inmitten eines Olivenhains wird noch heute gepflegt und instand gehalten. Dem Philhellenen, dessen patriotische Gedichte in England bekannt sind, wurde 1931 an einem der schönsten Plätze der Insel über der Chora ein Denkmal gesetzt, eine Bronzestatue des Bildhauers Michalis Tombros, die den Dichter jedoch unbekleidet darstellt und deshalb der Geistlichkeit missfällt: Während der Gottesdienste in der benachbarten Kirche und an wichtigen religiösen Feiertagen wird die Blöße daher verhüllt.

## Brauchtum
Lange haben sich auf Skyros die alten Volkstrachten erhalten. Heute sind sie jedoch nur noch selten, bei kirchlichen Festen, Hochzeiten und im Karneval, zu sehen.
Urtümlich und mystisch sind die Karnevalsbräuche: In Ziegenhaarjacken mit Kapuze gehüllte furchteinflößende Gestalten mit Ziegenfratzenmasken – die so genannten Iéri (Singular ο γέρος) – ziehen mit Lärm und Getöse durch die Gassen. Sie haben Dutzende von schweren Ziegenglocken umgeschnallt, die sie durch Tanzen und Springen rhythmisch scheppern lassen. Zur Tracht (sowohl der Iéri als auch der Männer im Allgemeinen) gehören die typischen Sandalen aus Skyros (trochadia), deren Sohlen aus alten Auto- oder Motorradreifen gefertigt werden.
Die Häuser in der Chora sind häufig noch traditionell gestaltet und eingerichtet. Truhen und niedrige Stühle sind mit Holzschnitzereien verziert. Im Wohnraum sind auf Simsen und Regalen um den Kamin Keramik- und Porzellanteller, Kupfergeschirr und andere dekorative Hausratsgegenstände aufgereiht.

## Marmor von Skyros
Skyros ist seit der Antike für seine zahlreichen Marmorsorten bekannt. In der Antike wurde der Marmor Scyreticum in den Sorten Breccia di Settebasi (dunkelrote bis hellrote Brekzie) und Breccia a samesanto (violett bis braun) abgebaut. Bekannte noch existierende Beispiele sind die Hadriansbibliothek in Athen und die Demetriosbasilika in Thessaloniki.
Seit dem 19. Jahrhundert wird der Marmor von Skyros vereinzelt als luxuriöses Baumaterial verwendet, so etwa beim Woolworth Building in New York, im Palacio San Miguel in Buenos Aires und an zahlreichen Londoner Banken.

## Militär

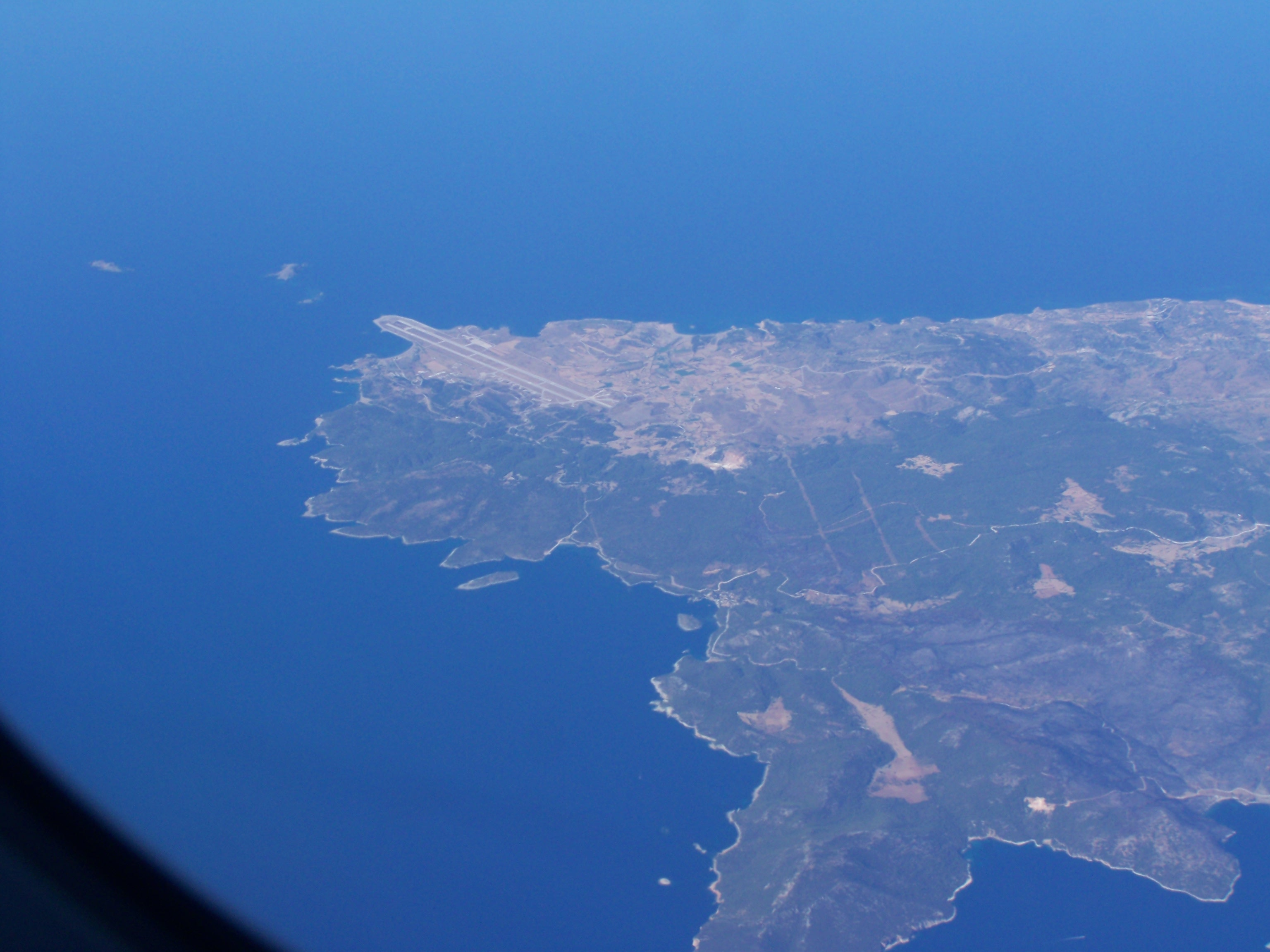
Luftaufnahme des Flughafens

Für das Militär hat Skyros eine Schlüsselstellung. Ein Militärflugplatz sowie ein Marinestützpunkt befinden sich dort. Auf der Insel befinden sich mehrere ausgedehnte militärische Sperrgebiete.

### Militärflugplatz
Der Militärflugplatz ( IATA: SKU, ICAO: LGSY) wurde 1978 eröffnet und wird seit 1984 auch zivil genutzt. Die asphaltierte Start- und Landebahn mit einer Ausrichtung von 17/35 ist 3,002 m lang. Der Militärflugplatz liegt auf einer Höhe von 13 m (44 ft) über dem Meeresspiegel. Mehrmals wöchentlich fliegen Aegean Airlines von Athen und Sky Express von Thessaloniki den Flughafen an.

## Sonstiges
Das halbwild lebende Skyros-Pony ist ausschließlich auf der Insel zu finden. Mit einer Schulterhöhe von max. 110 cm ist es der Liebling der Inselkinder und der Touristen. Da es mittlerweile vom Aussterben bedroht ist, existiert seit 2004 eine Kampagne Soste to Skyros Pony ‚Rettet das Skyros-Pony‘.